# Dorcadion sinopense
Dorcadion sinopense är en skalbaggsart som beskrevs av Stefan von Breuning 1962. Dorcadion sinopense ingår i släktet Dorcadion och familjen långhorningar. Inga underarter finns listade i Catalogue of Life.